# 우크라이나의 여자 가수 목록
다음은 우크라이나의 여자 가수 목록이다.

## 나
- 아이다 니콜라이추크

## 라
- 마리아나 라바
- 루샤

## 마
- 나탈리야 마이
- 니나 마트비옝코
- 안토니나 마트비옝코
- 나디야 메이헤르
- 나탈리야 모힐렙스카야
- 올레나 무라비오바
- 예브헤니야 미로샤니쳉코

## 바
- 나탈리아 발렙스카야
- 올하 보호몰레츠
- 마리야 부르마카
- 나탈리야 부친스카
- 빅토리야 불릿코
- 예브헤니야 블라소바
- 이리나 블로히나

## 사
- 이리나 신카루크

## 아
- 이올카

## 차
- 카탸 칠리

## 카
- 카마리야
- 나탈카 카르파
- 올레나 카르펭코

## 파
- 바실 파타포바
- 올하 파시칭코
- 빅토리야 페르스카야
- 타이시야 포발리

## 하
- 마리야 후레히나